# 布里克爾站
布里克爾站（英語：Brickell Station）是一座位於美国佛羅里達州邁阿密-戴德縣迈阿密的邁阿密地鐵及都會旅客捷運系統轉乘车站，由邁阿密-戴德公共交通局（MDT）运营管理，具体位置位于西南第11街与西南第1道的交界处。布里克爾站是邁阿密公共交通系統的核心車站之一，緊鄰布里克尔商业中心区、布里克尔岛、玛丽布里克尔村、布里克尔大街、辛普森公园等地点，使布里克爾站成为迈阿密地铁第二繁忙车站，平日日均客流量达到8,430人次（2016年数据）。布里克爾站於1984年5月20日正式啟用，是迈阿密地铁第一阶段首批建成启用的车站之一。车站建筑布局形式为高架车站，车站分为迈阿密地铁站场与都會旅客捷運站场，两个部分并未采用共构车站设计，因此两者之间设有人行通道相互连接，分别设有两条股道及一个岛式站台。

## 相集

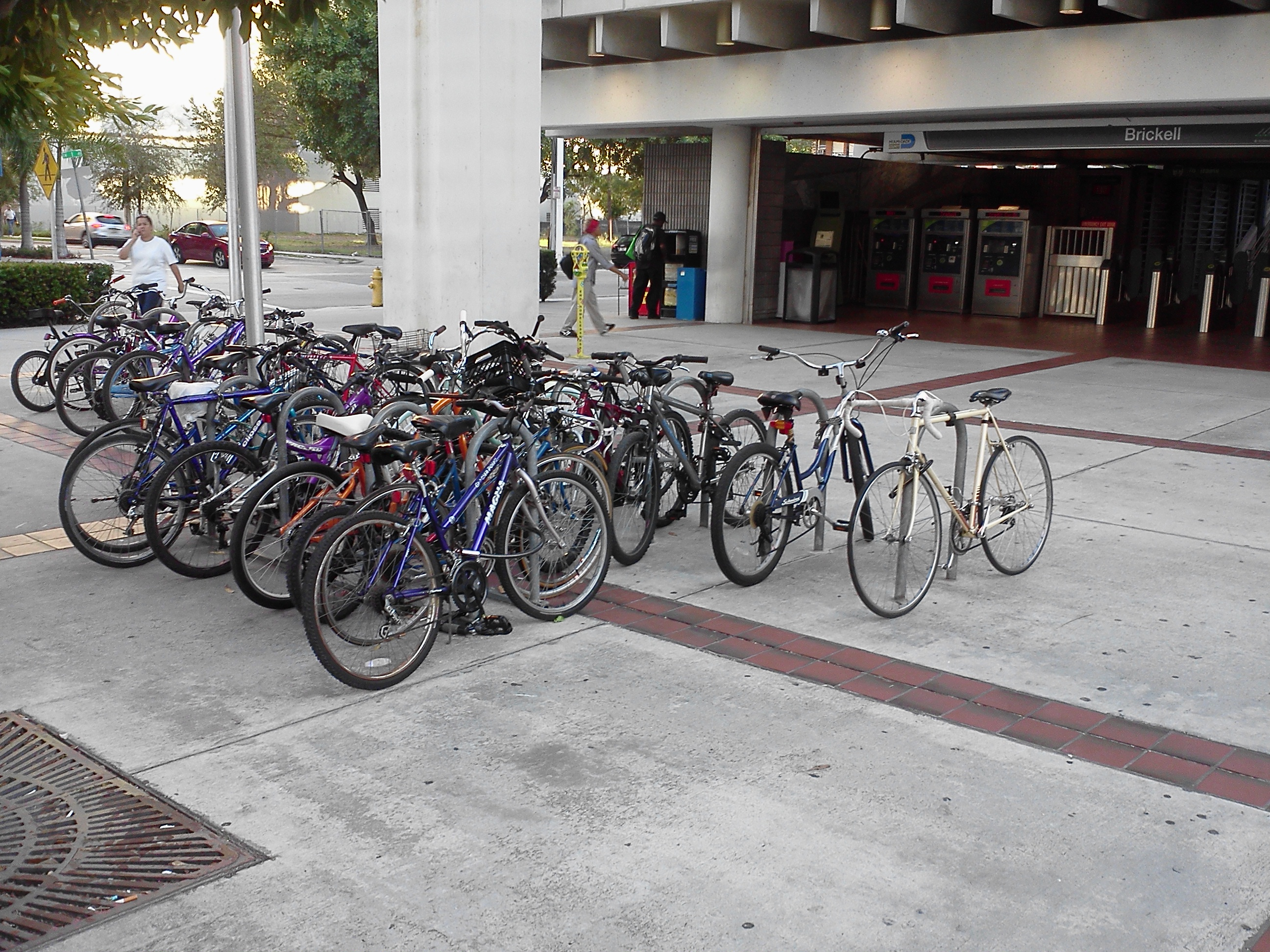
布里克爾站繁忙的單車換乘停放處
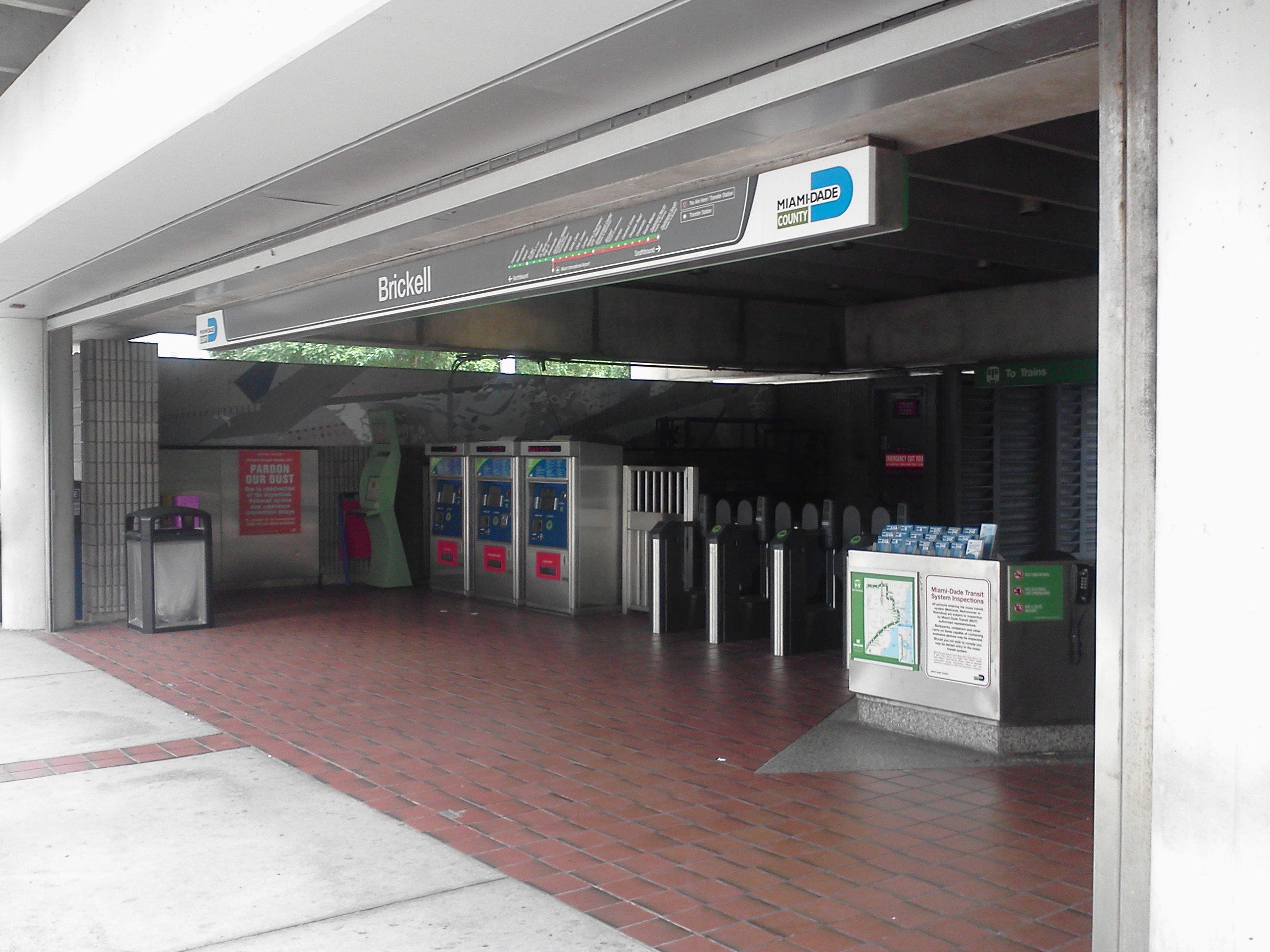
布里克爾邁阿密地鐵站的北面入口
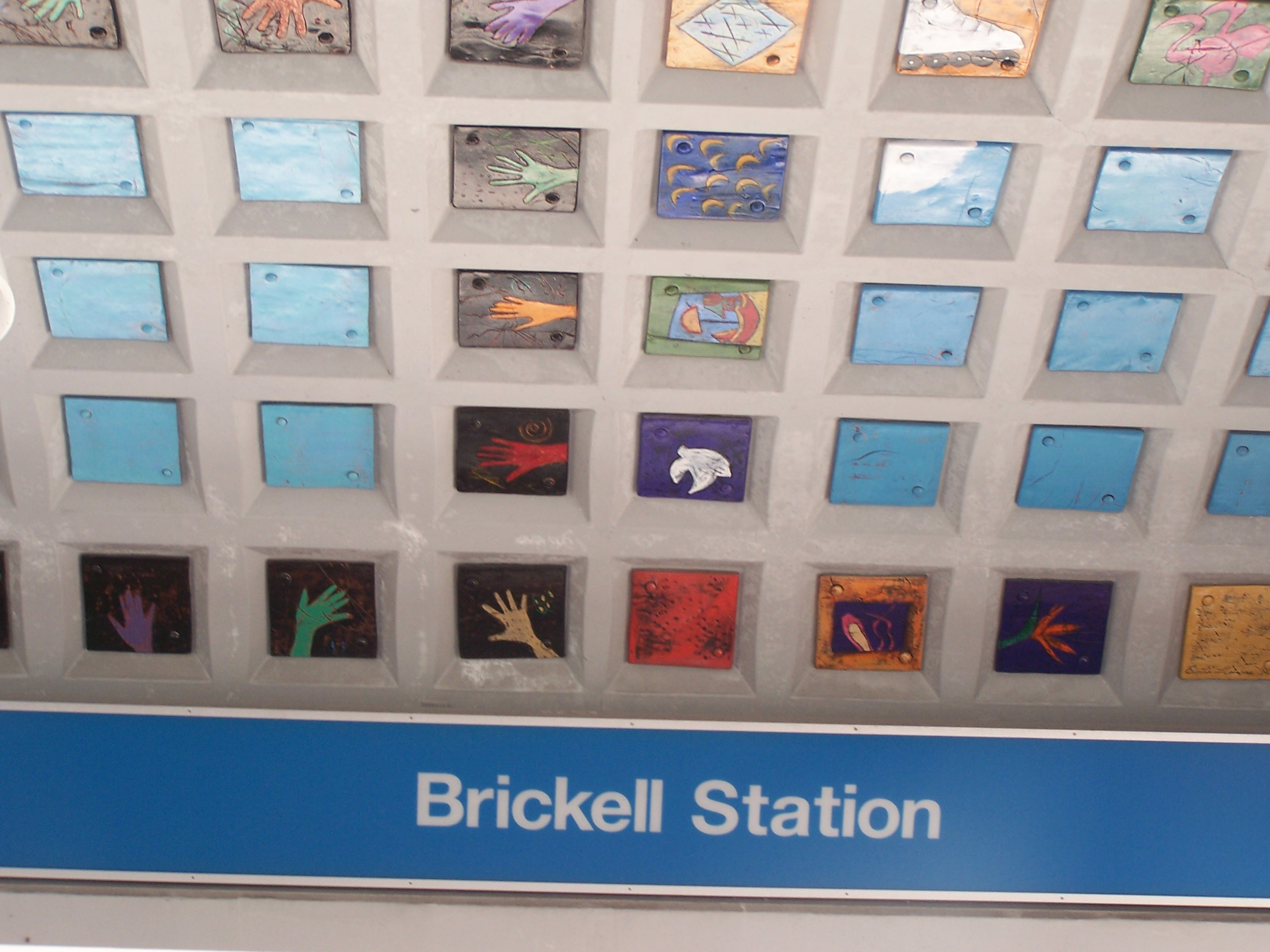
都會旅客捷運系統車站的裝飾天花
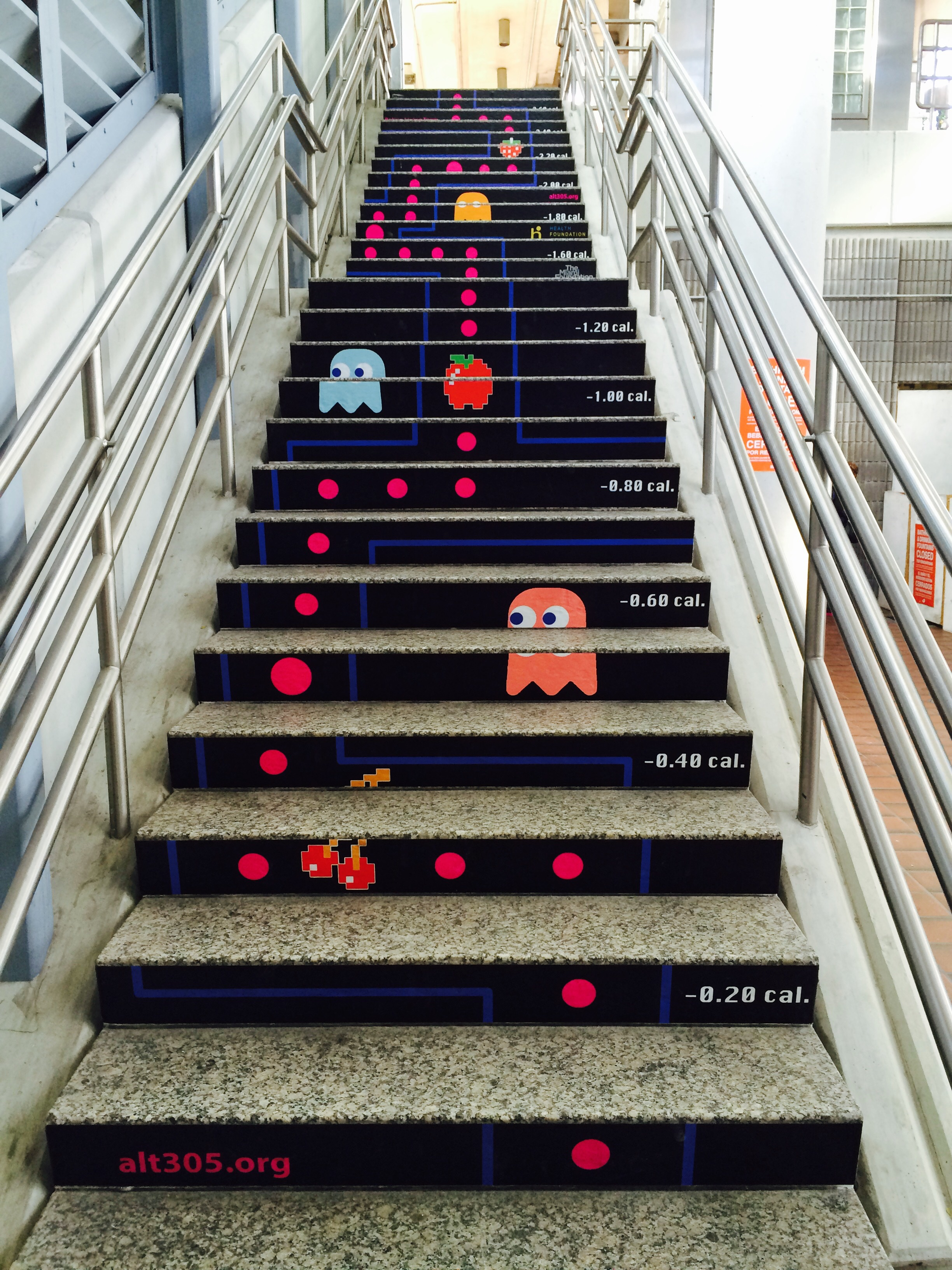
車站裏印華得（英语：Invader (artist)）的作品
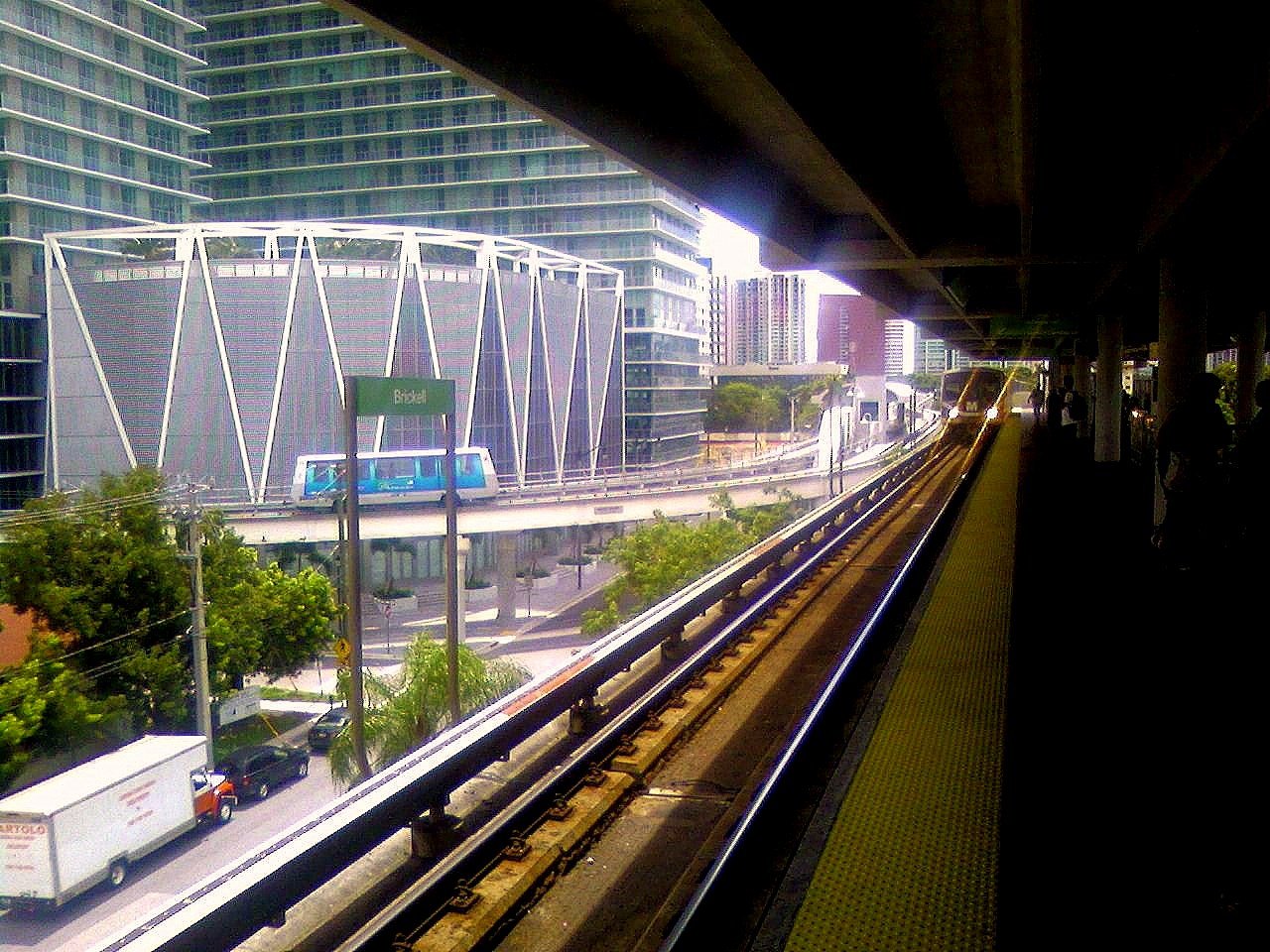
邁阿密地鐵和旅客自動輸送系統的列車抵站
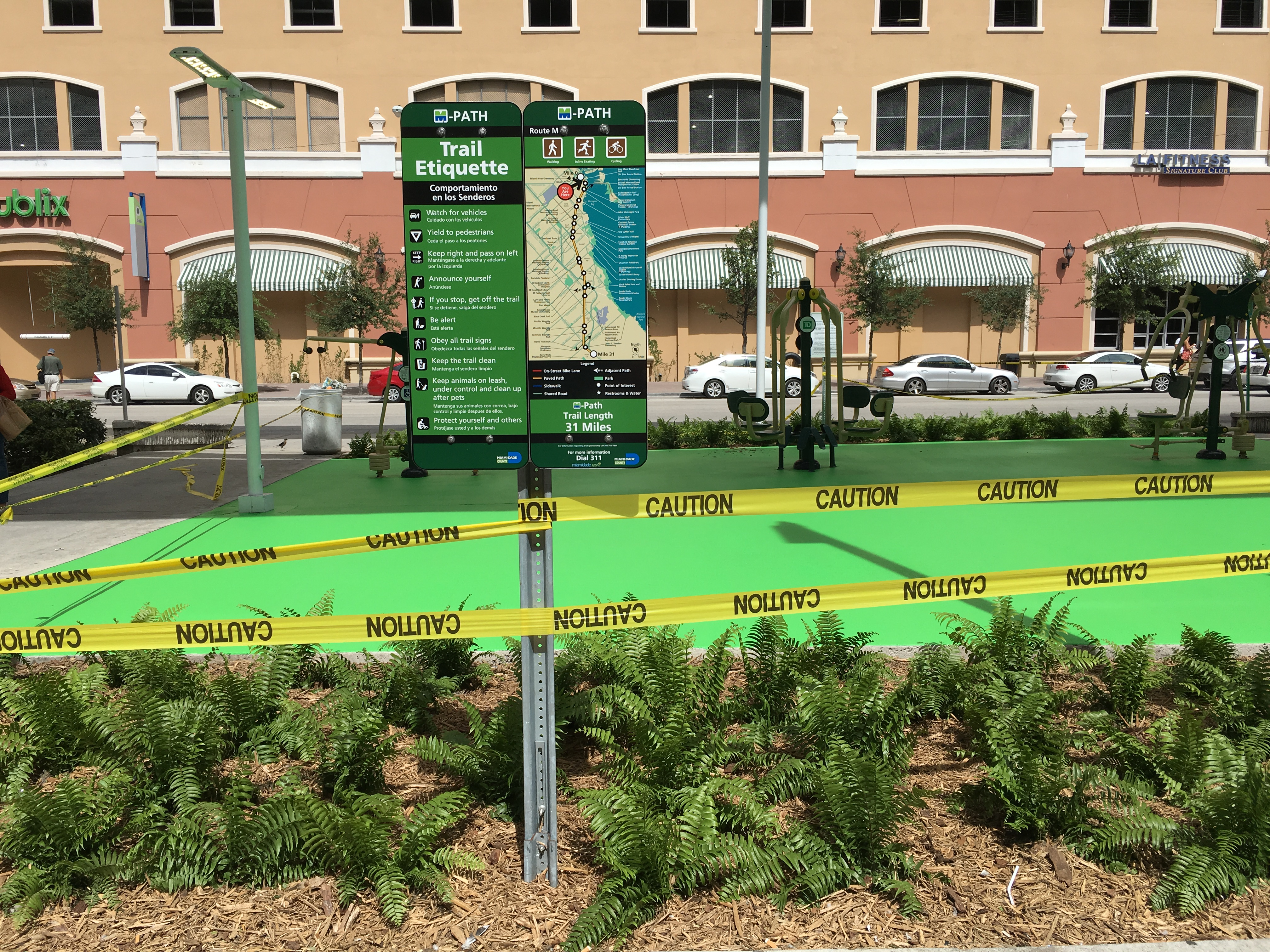
2016年時車站下的新公園，和MetroPath標誌

## 车站结构
| P 站台层 | 南行方向                   | ▉ 迈阿密地铁绿线，往达德兰南方向（维斯盖亚） · ▉ 迈阿密地铁橙线，往达德兰南方向（维斯盖亚）            |
| P 站台层 | 岛式站台，左边车门将会开启 | |
| P 站台层 | 北行方向                   | ← ▉ 迈阿密地铁绿线，往帕尔梅托方向 （政府中心） · ← ▉ 迈阿密地铁橙线，往迈阿密国际机场方向（政府中心） |
| P 站台层 | 南行方向                   | ▉ 都会旅客捷运系统布里克尔循环线，往金融区方向（终点站）                                               |
| P 站台层 | 岛式站台，左边车门将会开启 | |
| P 站台层 | 北行方向                   | ← ▉ 都会旅客捷运系统布里克尔循环线，往第十街海滨大道方向（终点站）                                     |
| M        | 夹层                       | 邁阿密地鐵与都會旅客捷運系統换乘通道                                                                   |
| G 地面层 | 站厅                       | 出入口、巴士站                                                                                         |

## 外部連結
- Miami-Dade County: Metrorail Stations （页面存档备份，存于）